# アルフォス

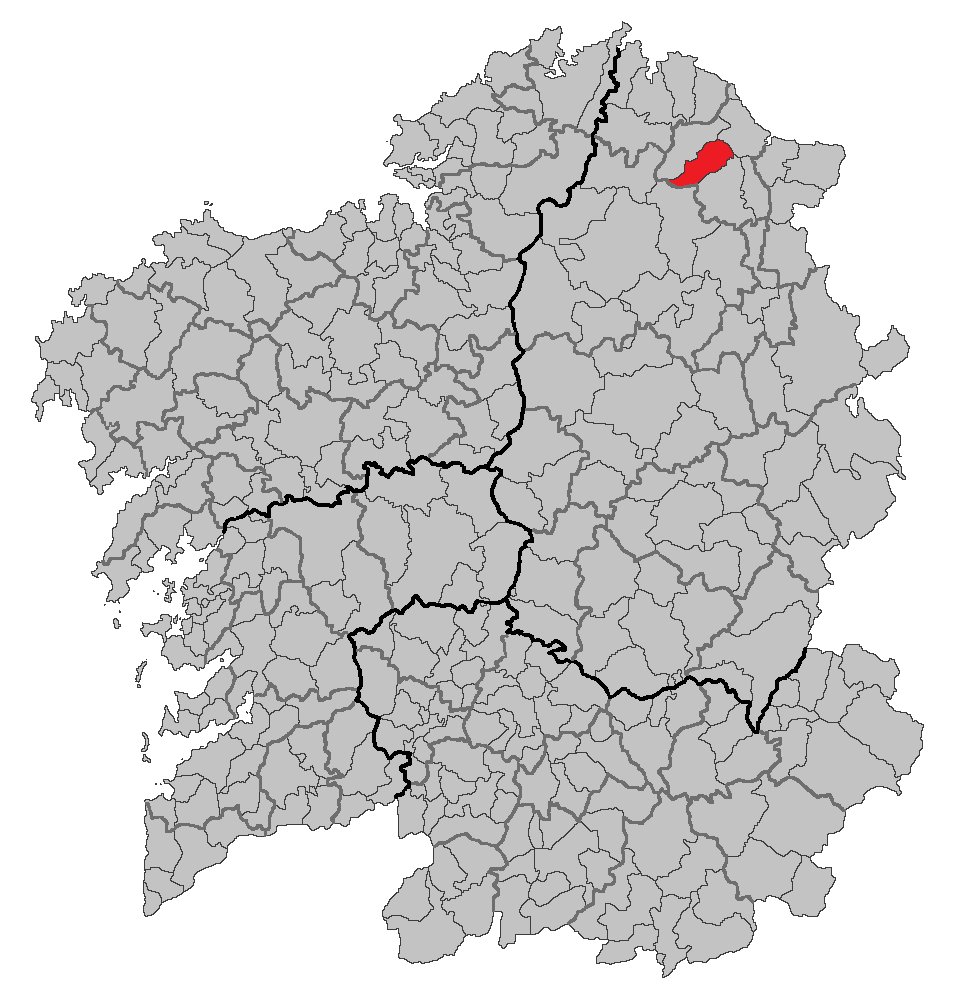

アルフォス（Alfoz）はスペイン、ガリシア州、ルーゴ県の自治体、コマルカ・ダ・マリーニャ・セントラルに属する。ガリシア統計局によると、2011年の人口は2,059人（2010年：2,078人、2006年：2,216人、2005年：2,266人、2004年：2,312人、2003年：2,348人）。住民呼称はalfocés/-esa、または男女同形のalfocense。
ガリシア語話者の自治体人口に占める割合は99.83%（2001年）。

## 地理
アルフォスはルーゴ県の北部に位置し、コマルカ・ダ・マリーニャ・セントラルに属する。北から西はオ・バラドウロ、北はフォス、東はモンドニェード、南はアバディンの各自治体と隣接する。自治体中心地区はモル教区のア・セアーラ地区。
アルフォスはモンドニェード司法管轄区に属す。

### 人口
住民は9の教区の153の地区（集落）に居住する。
| アルフォスの人口推移 1900－2010                         |
|                                                         |
| 出典:INE（スペイン国立統計局）1900年 - 1991年、1996年 - |

## 政治
自治体首長はガリシア国民党（PPdeG）のエミリオ・ロウサス・ムイーニャ（Emilio Lousas Muíña）、自治体評議員はガリシア国民党：6、ガリシア社会党（PSdeG-PSOE）：3、ガリシア民族主義ブロック（BNG）：2となっている（2011年5月22日の自治体選挙結果、得票順）。
| 1999年6月13日自治体選挙 |        |        |          |
| 政党                    | 得票数 | 得票率 | 獲得議席 |
| PPdeG                   | 1178   | 70.50% | 8        |
| PSdeG-PSOE              | 341    | 20.41% | 2        |
| BNG                     | 138    | 8.26%  | 1        |

| 2003年5月25日自治体選挙 |        |        |          |
| 政党                    | 得票数 | 得票率 | 獲得議席 |
| PPdeG                   | 972    | 57.58% | 7        |
| PSdeG-PSOE              | 545    | 32.29% | 3        |
| BNG                     | 158    | 9.36%  | 1        |

| 2007年5月27日自治体選挙 |        |        |          |
| 政党                    | 得票数 | 得票率 | 獲得議席 |
| PPdeG                   | 853    | 50.77% | 6        |
| PSdeG-PSOE              | 620    | 36.90% | 4        |
| BNG                     | 197    | 11.73% | 1        |

| 2011年5月22日自治体選挙 |        |        |          |
| 政党                    | 得票数 | 得票率 | 獲得議席 |
| PPdeG                   | 853    | 54.86% | 6        |
| PSdeG-PSOE              | 421    | 27.07% | 3        |
| BNG                     | 267    | 17.17% | 2        |

## 史跡・名所
- カストロドウロ城（Castelo do Castrodouro）

## 教区
アルフォスは9の教区に分けられる。太字は自治体中心地区のある教区。
- アデラン（サンティアーゴ）
- バコイ（サンタ・マリーア）
- カルバジード（サン・セバスティアン）
- オ・カストロ・デ・オウロ（サン・サルバドール）
- ラゴア（サン・ビセンテ）
- モル（サン・ペドロ）
- アス・オイラス（サン・マメーデ）
- オ・ペレイロ（サンタ・マリーア）
- オ・レイラード（サンタ・マリーア）